# Campeonato Pan-Americano de Handebol Feminino de 2009
O Campeonato Pan-Americano de Handebol Feminino de 2009, foi sediado no Chile, mais precisamente na cidade de Santiago. O torneio serviu para classificar as quatro melhores equipes para o Campeonato Mundial de 2009 na China.
A seleção brasileira não foi campeã foi derrotada pelas argentinas por 25 a 26 na grande final.
Para o mundial que foram: Argentina, Brasil e Chile.